# Кузнечиха (приток Космы)
Кузнечиха — река в России, протекает по Республике Коми, Архангельской области. Устье реки находится в 27 км по правому берегу реки Косма. Длина реки составляет 69 км.

## Притоки
- 11 км: Рассоха (пр)
- 25 км: Гусеница (лв)
- 50 км: Кузнечихская Рассоха (пр)

## Данные водного реестра
По данным государственного водного реестра России относится к Двинско-Печорскому бассейновому округу, водохозяйственный участок реки — Печора от водомерного поста Усть-Цильма и до устья, речной подбассейн реки — бассейны притоков Печоры ниже впадения Усы. Речной бассейн реки — Печора.
Код объекта в государственном водном реестре — 03050300212103000079417.